# Technische Universität Compiègne
Die Technische Universität Compiègne (französisch Université de Technologie de Compiègne, UTC) im nordfranzösischen Compiègne ist eine Grande école (Ingenieurhochschule) und die erste Technische Universität Frankreichs.

## Geschichte
Die Gründung erfolgte 1972 nach dem Vorbild der amerikanischen Universität Pennsylvania gegründet. Wie die beiden anderen Technischen Universitäten in Belfort-Montbéliard und in Troyes, ist die TU Compiègne eine Mischung zwischen einer französischen Ingenieurhochschule und einer herkömmlichen Universität.
Mit rund 4400 Studenten (Stand: 2016) ist sie für eine Universität relativ klein.

## Studium
Das Studium an der TU Compiègne gliedert sich in ein für alle gemeinsames zweijähriges Grundstudium und ein sich daran anschließendes dreijähriges Hauptstudium mit mehr Wahlmöglichkeiten. Die Hälfte der Studenten haben ihr Grundstudium allerdings in einer Vorbereitungsklasse oder einer anderen Universität abgeschlossen und kommen erst zum Hauptstudium an die UTC. Das Hauptstudium schließt mit einem Ingenieursdiplom in einer von sechs verschiedenen angebotenen Studienrichtungen ab. Diese sind:
- Biotechnologie – Génie biologique (GB)
- Energie-, Umwelt- und Chemie-Verfahrenstechnik – Génie des procédés (GP), früher Génie chimique (GC)
- Informatik – Génie informatique (GI)
- Maschinenbau – Génie mécanique (GM)
- Maschinenbau für Systeme – Génie des systèmes mécaniques (GSM)
- Bauingenieurwesen – Génie des systèmes urbains (GSU)

Zusätzlich zum Ingenieursabschluss der Hochschule kann auch der staatliche Masterabschluss erworben werden.

## Internationale Kooperation
Die Universität bietet außerdem zusammen mit der Technischen Universität Braunschweig einen binationalen postgradualen Studiengang Mechatronik als zweijähriges Masterstudium an. Die Teilnehmer studieren dabei jeweils ein Jahr in Compiègne und Braunschweig.
Die UTC ist daneben speziell mit der Fakultät Maschinenbau der Technischen Universität Braunschweig eine Kooperation für ein Doppeldiplom eingegangen. Studenten beider Universitäten erlangen, nachdem sie die Hälfte ihrer Stundenleistungen (zwei Semester Hauptstudium sowie ein Semester Praktikum [Stage] oder Diplomarbeit [Projet de fin d’études]) im jeweiligen Ausland erarbeitet haben, beide Abschlüsse der Universitäten und erhalten somit zwei vollwertige Diplome aus Frankreich und aus Deutschland. Der Titel des französischen Abschlusses richtet sich dabei nach den Studienrichtungen, denen die gewählten Kurse angehören.

## Geschichte
UTC wurde auf Initiative von Guy Deniélou, Marineoffizier und Forschungsingenieur bei der französischen Kommission für Atomenergie und alternative Energien (CEA), gegründet. 1972 verließ er sein Amt als Leiter der CEA-Abteilung für Neutronenreaktoren, um im selben Jahr UTC zu gründen, und wurde von 1974 bis 1987 dessen Präsident. 1981 erhielt das Unternehmen seinen Status als Grande Ecole. Eine UTC-Niederlassung wurde 1985 in Sévenans eröffnet (1991 zum Polytechnischen Institut der Sévenans). Das Institute of Technological Engineering von Troyes, ein weiterer Zweig der UTC, öffnet 1993 seine Türen und wird im folgenden Jahr zur UTT (University of Technology of Troyes). Eine dritte Universität für Technologie wurde 1999 gegründet: das Polytechnische Institut von Sévenans und die National School of Engineers Belfort (ENIBe) fusionierten unter dem Namen Belfort-Montbéliard University of Technology. Im Jahr 2002 wurde das Netzwerk der Technischen Universitäten geschaffen. Die chinesisch-europäische Technische Universität der Universität Shanghai wurde 2005 gegründet. Im Jahr 2006 erhielt UTC das Carnot-Label für seine partnerschaftlichen Forschungsaktivitäten (und die Gründung des UT Carnot Institute, das die UTC- und UTT-Labors zusammenbringt). Das erste französische Kollegium wurde 2009 gegründet und vereint alle UTC-Labors. Im Jahr 2012 trat UTC als nicht erstes Gründungsmitglied dem Forschungs- und Hochschulcluster der Sorbonne Universités bei. Im selben Jahr eröffnete UTC den dreijährigen Kurs „Humanities & Technology“, in dem Absolventen der S-ES- und L-Spezialmathematikabteilungen einen Ingenieurzyklus auf BAC + 3-Ebene integrieren können (oder entweder bei UTC oder unter einem Master weiterarbeiten können) UTC-Partner innerhalb der PRES Sorbonne Universités. Im Jahr 2013 wurde die UT Group gegründet. 2014 wurde bei UTC ein neues Gebäude für Forschung und technologische Innovation im Verkehr eingeweiht.